# Bagno Całowanie
Bagno Całowanie – jeden z największych kompleksów torfowisk niskich na Mazowszu o powierzchni 1200 ha, położony na terenie Mazowieckiego Parku Krajobrazowego, na południowy wschód od Warszawy, w dolinie Wisły. 
Obszar torfowiska rozciąga się na długości 15 km, osiągając szerokość ok. 3 km. Ciągnie się od miejscowości Osieck na południu, do leśniczówki Torfy na północy, mieszczącej się na terenie Karczewa. Obszar szczególnie cenny przyrodniczo jako ostoja dla zagrożonych gatunków ptaków, a także siedlisko cennej roślinności. Charakterystyczny element stanowi łańcuch kilkunastu wydm, osiągających wysokość dochodzącą do kilku metrów, z których największa, to Pękatka. Lasy zajmują niecałe 40% powierzchni.

## Floraifauna
Miąższość złóż torfowych na Bagnie Całowanie osiąga 4 metry, z dominacją torfów mechowiskowych, a w strefie przybocznej torfów drzewnych.
Zarejestrowano tu blisko 700 gatunków roślin, z czego 33 są prawnie chronione. Występują tu mechowiska, turzycowiska, a także zarośla łozy. Torfowisko przecina biegnący południkowo pas piaszczystych wyniesień z bardzo silnie zróżnicowaną szatą roślinną, w tym ciepłolubnymi murawami, sasanką łąkową, tymotką Boehmera i przetacznikiem kłosowym. Na wilgotnych łąkach trzęślicowych występują tak rzadkie gatunki jak: kosaciec syberyjski, goździk pyszny, kukułka krwista oraz goryczka wąskolistna. Z kolei na torfowiskach niskich rośnie zagrożona wyginięciem i włączona do Polskiej Czerwonej Księgi Roślin brzoza niska (reliktowy gatunek glacjalny).
Jest to ważna ostoja ptaków, m.in.: kulika wielkiego, rycyka, krwawodzioba, bekasa kszyka, zagrożonego w skali światowej derkacza, błotniaków: łąkowego i stawowego, trzmielojada, bączka, podróżniczka, żurawia, bociana czarnego, orlika krzykliwego. Występują tu także: dudek, sowa pójdźka, uszatka błotna oraz srokosz. Zarejestrowano tu ponad 145 gatunków ptaków.
Na bagnach można spotkać także bobry i łosie.
Z bezkręgowców na uwagę zasługuje sześć prawnie chronionych gatunków motyli dziennych: czerwończyk fioletek, czerwończyk nieparek, modraszek telejus, modraszek alkon, strzępotek soplaczek i paź żeglarz.

## Ochrona bagna
Zaniechanie użytkowania kośnego oraz wypasu, postępujące odwodnienie, osuszanie gruntów, wydobycie torfu i piasku, kopanie stawów rybnych, dzikie wysypiska śmieci oraz komercyjne wykorzystanie torfowiska mogą doprowadzić do zniszczenia wartości przyrodniczych obszaru, który od lat znany jest przyrodnikom jako ostoja zagrożonych gatunków zwierząt i siedlisko cennej flory. Zjawiska te mogą doprowadzić m.in. do zaniku brzozy niskiej, łąk trzęślicowych, stanowisk błotniaka łąkowego i wrażliwych motyli na zmiany w środowisku, m.in. modraszka telejusa i czerwończyka fioletka.
Z drugiej strony jest tu prowadzona kompleksowa ochrona częściowo zdegradowanego mokradła, wykonuje się: odkrzaczenia, budowanie zastawek hamujących odpływ wody, selektywne koszenie z zachowaniem ostoi dla motyli, zrywanie murszu, obserwacje na poletkach eksperymentalnych i monitoring liczebności ptaków.
Charakteryzujący się dużym bogactwem przyrodniczym obszar bagna, który stanowi specjalny obszar ochrony siedlisk, objęty jest programem Natura 2000 (PLH 140001) (ze względu na dyrektywę siedliskową). Część torfowisk (ponad 80 ha) objęta jest specjalną ochroną w:
- rezerwacie Na Torfach (ok. 21 ha)[3],
- rezerwacie częściowym Wymięklizna (ok. 62 ha)[3].

Obszar ten został również uznany za ostoję przyrody w sieci Corine.

## Turystyka
Przez Bagno Całowanie przebiega ścieżka przyrodnicza 13 Błota stóp o długości 4,6 km. Ze względu na postępującą dewastację ścieżki, szlak w pewnych okresach roku może być niedostępny na niektórych odcinkach.

## Archeologia
Na terenie torfowiska znajduje się ważne stanowisko archeologiczne. Na jednej z wydm bagna (Pękatce) odkryto liczne ślady pobytu łowców reniferów z epoki lodowej. Są to najstarsze ślady osadnictwa na Mazowszu, pochodzące sprzed 13 tysięcy lat.